# لوکاس پالما
لوکاس پالما (انگلیسی: Lucas Palma؛ زادهٔ ۵ مهٔ ۲۰۰۳) بازیکن فوتبال اهل آرژانتین است.